# Équipe d'Autriche de football en 2010
L'année footballistique 2010 est placée sous le signe de la Coupe du monde et l'équipe d'Autriche n'y participe pas à la suite de sa non-qualification en terminant 3e du groupe 7 de la zone Europe lors des éliminatoires de la Coupe du monde de football 2010,,. Cette année civile est donc composée de rencontres amicales couplées à 3 matchs comptant pour la phase qualificative à l'Euro 2012. L'Autriche est placée dans le groupe A en compagnie notamment de l'Allemagne et de la Turquie.

## Résumé de la saison

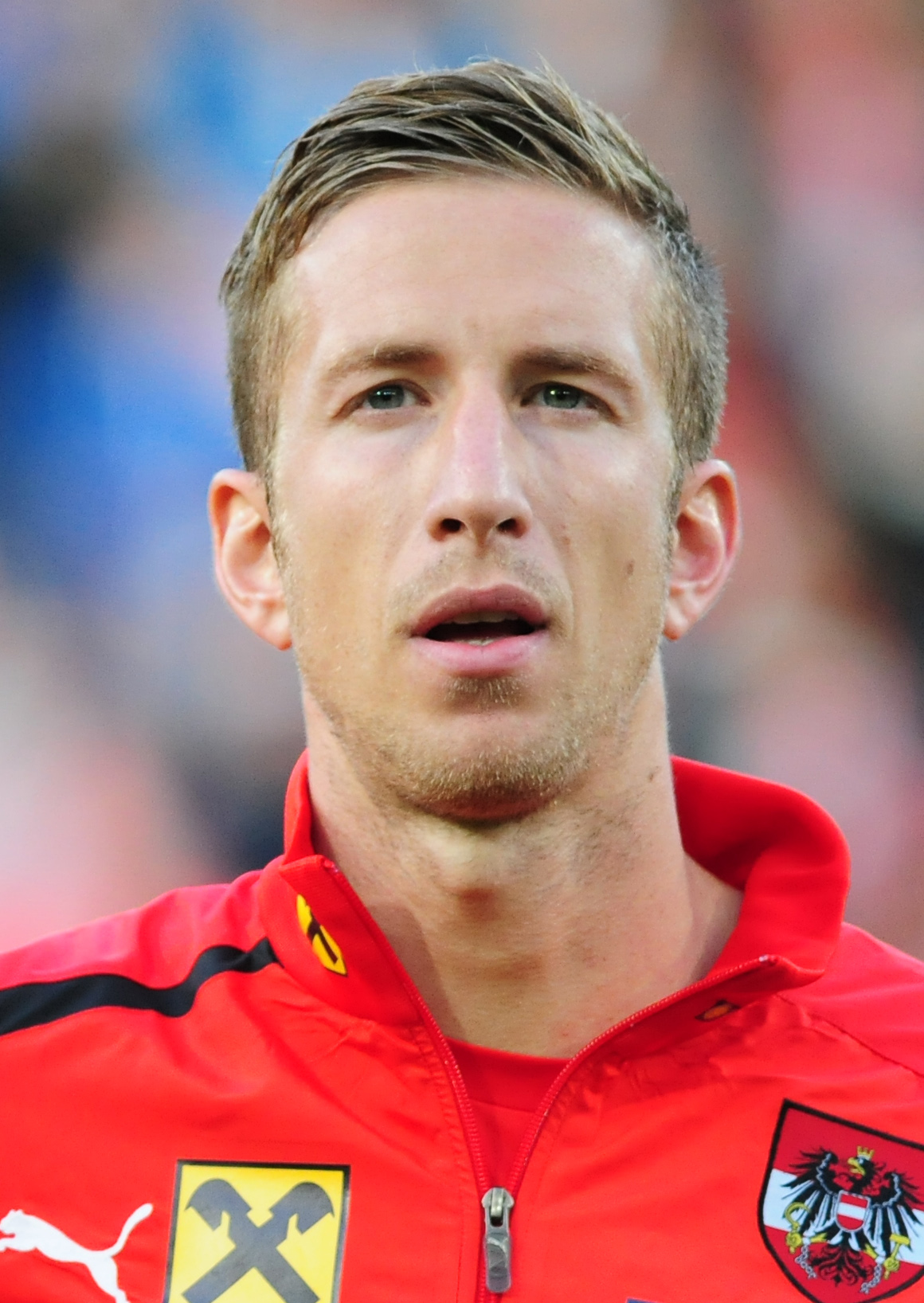
Marc Janko.

Le premier match de l'année se déroule à domicile le 3 mars 2010 contre le Danemark dans le cadre des matchs de préparation de ce dernier à la Coupe du monde 2010 et qui s'est qualifié en se classant 1er du groupe 1 de la zone Europe. Les Autrichiens ouvrent le score puis mènent par 2-1 de la 37e minute jusqu'à la fin de la rencontre. Ce match est également l'occasion pour l'attaquant Marc Janko d'être promu le nouveau capitaine de la sélection nationale. Deux mois plus tard, une autre rencontre amicale est organisée contre la Croatie. Les deux équipes ne disputant pas la compétition mondiale, elles sont convenues de ce match afin de mutuellement se préparer aux éliminatoires du championnat d'Europe qui débutent en septembre. Les nations sont à égalité 0-0 puis les Croates l'emportent 0-1 grâce à un but marqué dans les cinq dernières minutes. Durant le mois d'août, un 3e match amical consécutif à domicile se solde par une défaite 0-1 contre l'équipe suisse.
Durant septembre et octobre, les Autrichiens jouent 3 des 10 matchs de la phase qualificative. La sélection nationale commence par deux rencontres consécutives en Autriche contre le Kazakhstan puis l'Azerbaïdjan, les deux équipes réputées comme étant les plus faibles du groupe A. Si la victoire 3-0 dans le second match s'est dessinée dès la 3e minute par l'ouverture du score de Sebastian Prödl, il lui a fallu attendre les 91e et 92e minutes pour se défaire du Kazakhstan et gagner 2-0. Ainsi, les Autrichiens se présentent en Belgique avec un moral de vainqueur malgré l'absence du capitaine Marc Janko. Ce match à l'extérieur est également l'occasion de glâner un premier succès en compétition officielle depuis mars 2005 et une victoire au Pays de Galles. Enfin, si l'Allemagne est désignée favorite pour finir leader de la poule, statut qu'elle confirmera en remportant l'intégralité des 10 matchs qualificatifs, les deux nations et la Turquie sont vues comme des prétendantes directes à la place de barrage obtenue par le second du groupe et elles abordent cette rencontre avec l'intention de gagner et de profiter de la défaite surprise des Turcs en Azerbaïdjan (1-0). Le match offre un scénario mémorable avec un score final de 4-4 et où chacune des deux équipes ont eu de sérieuses chances de victoire. L'Autriche mène par 1-2 à la mi-temps et 2-3 à 30 minutes du terme de la rencontre. La Belgique parvient à passer devant avec un score de 4-3 grâce à deux buts inscrits aux 87e et 90e minutes puis les Autrichiens obtiennent le match nul à la suite d'un dernier but de Martin Harnik à la 93e minute. Au terme de son 3e match, la sélection est deuxième à cinq points des Allemands qui comptent une rencontre de plus.
L'année 2010 se termine en novembre par un match amical à domicile contre la Grèce et une défaite 1-2.

## Matchs disputés
| No | Date             | Ville, stade                  | Adversaire  | Score | Comp. | Buteur(s) pour l'Autriche                     | Buteur(s) pour l'adversaire                            | Réf    |
| -- | ---------------- | ----------------------------- | ----------- | ----- | ----- | --------------------------------------------- | ------------------------------------------------------ | ------ |
| 1  | 3 mars 2010      | Vienne, Stade Ernst Happel    | Danemark    | 2-1   | A     | Schiemer 12e, Wallner 37e                     | Bendtner 17e                                           | [ 14 ] |
| 2  | 19 mai 2010      | Klagenfurt, Hypo Group Arena  | Croatie     | 0-1   | A     | -                                             | Bilić 86e                                              | [ 15 ] |
| 3  | 11 août 2010     | Klagenfurt, Hypo Group Arena  | Suisse      | 0-1   | A     | -                                             | Costanzo 73e                                           | [ 16 ] |
| 4  | 7 septembre 2010 | Salzbourg, Red Bull Arena     | Kazakhstan  | 2-0   | QCE   | Linz 91e, Hoffer 92e                          | -                                                      | [ 17 ] |
| 5  | 8 octobre 2010   | Vienne, Stade Ernst Happel    | Azerbaïdjan | 3-0   | QCE   | Prödl 3e, Arnautović 53e 92e                  | -                                                      | [ 18 ] |
| 6  | 12 octobre 2010  | Bruxelles, Stade Roi-Baudouin | Belgique    | 4-4   | QCE   | Schiemer 14e 62e · Arnautović 29e, Harnik 93e | Vossen 11e, Fellaini 47e · Ogunjimi 87e, Lombaerts 90e | [ 19 ] |
| 7  | 17 novembre 2010 | Vienne, Stade Ernst Happel    | Grèce       | 1-2   | A     | Fuchs 67e                                     | Samaras 48e, Fotákis 81e                               | [ 20 ] |

## Évolution des classements

### Coefficient FIFA
L'année 2010 est favorable à l'Autriche puisqu'elle commence l'année à la 61e place mondiale entre le Bahreïn et la Lituanie puis elle se classe au 46e rang en décembre, derrière la Tunisie et à égalité avec la Guinée. Le premier trimestre est ponctué par la victoire contre le Danemark et la nation passe 55e puis les deux défaites consécutives en matchs amicaux contre la Croatie et la Suisse font osciller l'équipe entre la 60e et 68e place. La phase qualificative d'une compétition continentale étant mieux rétribuée que les matchs amicaux, les Autrichiens profitent de leur bilan de 2 victoires et 1 nul pour rentrer dans le top 50 mondial lors des trois derniers mois calendaires.
| 2010 | janv. | fév. | mars | avril | mai | juin | juil. | août | sept. | oct. | nov. | déc. |
| ---- | ----- | ---- | ---- | ----- | --- | ---- | ----- | ---- | ----- | ---- | ---- | ---- |
| Rang | 61    | 56   | 55   | 64    | 68  | 68   | 60    | 60   | 61    | 49   | 49   | 46   |